# Psychotria globicephala
Psychotria globicephala là một loài thực vật có hoa trong họ Thiến thảo. Loài này được Gamble miêu tả khoa học đầu tiên năm 1920.